# Vierge à l'Enfant entre les saints Jérôme et Marie Madeleine
La Vierge à l'Enfant entre les saints Jérôme et Marie Madeleine est une peinture à l'huile sur panneau (79,6 × 122,9 cm) de Cima da Conegliano, datable de 1492-1495 et conservée à l'Alte Pinakothek de Munich. Il s'agit d'une Conversation sacrée, ayant été achetée pour les collections royales bavaroises en 1815 à la collection de l'Impératrice Joséphine au château de Malmaison. 

## Description
Ce tableau représente la Vierge à l'Enfant au centre, saint Jérôme à gauche avec une longue barbe blanche, l'habit d'ermite et la pierre qu'il utilise pour se frapper la poitrine en pénitence, Marie Madeleine à droite avec le flacon d'onguent, l'habit typiquement rouge et les longs cheveux blonds.